# Кодомо
Кодомо (яп. 子供向けアニメ, кодомо муке аніме, «дитяче аніме») — жанр аніме та манґи, цільова аудиторія якого — діти у віці до 12 років. Відмінною особливістю жанру є загальна «дитячість» твору, відсутність, або сильно спрощені форми ідейного наповнення, характерне малювання. Кодомо-аніме не містить проявів жорстокості.

Аніме-серіал «Покемон» — один з найвідоміших прикладів жанру кодомо-аніме

Кодомо-аніме значно ближче до європейської або американської анімації, ніж до будь-яких видів аніме — як за малюнком, так і за будовою сюжету. Проте, всі серіали такого роду, створені в Японії, прийнято вважати різновидом аніме.

## Приклади аніме и манґи у жанрі кодомо
- «Покемон»
- «Digimon»
- «Doraemon»
- «Мій сусід Тоторо»
- «Anpanman»
- «Sonic X»